# Hen Wlad Fy Nhadau
Hen Wlad Fy Nhadau (kymriska: Mina fäders gamla land) är Wales nationalsång. Texten skrevs av Evan James och musiken av hans son, James James, i januari 1856. Dess melodi är även nationalsång i Cornwall och Bretagne, som Bro Goth Agan Tasow respektive Bro gozh ma zadoù.

## Historia
Till en början kallade James James sången för Glan Rhondda (Rhonddas stränder). Efter att ha komponerat den bad han sin far att skriva en text till melodin. Morgonen därpå hade fadern skrivit tre verser. Somliga tror att fadern skrev texten innan James skrev melodin, men det är inte givet.. Veckan därpå framfördes sången av Elizabeth John från Pontypridd i Maesteg. Därefter spreds sången till en början lokalt men efterhand över hela Wales. 1858 framfördes den vid Llangollen International Eisteddfod av Thomas Llewelyn tillsammans med andra sånger. Llewelyn delade första priset i tävlingen och en av domarna, John Owen, frågade om han fick inkludera Glan Rhondda i sin samling med kymriska sånger, Gems of Welsh Melody (1860). Han arrangerade den även fyrstämmigt och gav den namnet Hen Wlad Fy Nhadau. Owen framförde även sången flitigt i hela Wales, vilket bidrog till dess popularitet.. Hen Wlad Fy Nhadau har ansetts som Wales nationalsång sedan 1800-talet, även om den aldrig blivit officiellt antagen.

## Text
Mae hen wlad fy nhadau yn annwyl i mi,

Gwlad beirdd a chantorion, enwogion o fri;

Ei gwrol ryfelwyr, gwladgarwyr tra mad,

Dros ryddid collasant eu gwaed.
Gwlad, Gwlad, pleidiol wyf i'm gwlad.
Tra môr yn fur i'r bur hoff bau,
O bydded i'r heniaith barhau.
Hen Gymru fynyddig, paradwys y bardd,

Pob dyffryn, pob clogwyn, i'm golwg sydd hardd;

Trwy deimlad gwladgarol, mor swynol yw si

Ei nentydd, afonydd, i mi.
Gwlad, Gwlad, pleidiol wyf i'm gwlad.
Tra môr yn fur i'r bur hoff bau,
O bydded i'r heniaith barhau.
Os treisiodd y gelyn fy ngwlad tan ei droed,

Mae heniaith y Cymry mor fyw ag erioed,

Ni luddiwyd yr awen gan erchyll law brad,

Na thelyn berseiniol fy ngwlad.
Gwlad, Gwlad, pleidiol wyf i'm gwlad.
Tra môr yn fur i'r bur hoff bau,
O bydded i'r heniaith barhau.